# Cynorkis compacta
Cynorkis compacta är en orkidéart som beskrevs av Heinrich Gustav Reichenbach. Cynorkis compacta ingår i släktet Cynorkis, och familjen orkidéer.
Artens utbredningsområde är KwaZulu-Natal. Inga underarter finns listade i Catalogue of Life.